# Mbatiki Island
Mbatiki Island är en ö i Fiji.   Den ligger i divisionen Östra divisionen, i den östra delen av landet, 80 km nordost om huvudstaden Suva. Arean är 12,0 kvadratkilometer. 